# 奇跡をくれた動物たち
『奇跡をくれた動物たち』（きせきをくれたどうぶつたち）は、日本テレビ系列局で放送されたドキュメント・バラエティ番組。

## タイトル
『1億3000万人が泣ける 奇跡をくれた動物たち』

## 放送日時
2008年3月24日 19:00〜20:54 - 視聴率：12.9%（関東地区）

## 番組内容
人と動物が心を通い合わせる中で起きた、奇跡ともいえる、すべて実話の感動物語を特集。
- 9・11同時多発テロの忠犬。
- 盲目名馬と女子高生。
- 言葉を失った幼女にイルカが奇跡の贈り物。
- ゴリラと中年男の絆。
- 娘を亡くした風見しんごを絶望から救った愛犬。

## 出演者
- 司会  小倉智昭・宮崎宣子日本テレビアナウンサー
- ゲスト 研ナオコ・ほしのあき・上戸彩・柳原可奈子・勝村政信・田中卓志（アンガールズ）・バナナマン

## スタッフ
- 制作協力 えすと